# Luis Silva López
Luis Silva López (Los Ángeles, California, Estados Unidos; 10 de diciembre de 1988) es un futbolista estadounidense. Juega de centrocampista y actualmente se encuentra en el FC Honka.

## Trayectoria

### Toronto F. C.
Silva fue seleccionado por el Toronto Football Club en la primera ronda (4º en la clasificación) del SuperDraft de la MLS en 2012. Terminó su primera temporada en la MLS con 30 partidos jugados (22 como titular) y 5 goles.

### D.C. United
El 9 de julio de 2013, fue traspasado al D.C. United.

## Clubes
| Club           | País           | Año       |
| -------------- | -------------- | --------- |
| Toronto        | Canadá         | 2012-2013 |
| D.C. United    | Estados Unidos | 2013-2015 |
| Real Salt Lake | Estados Unidos | 2015      |
| Tigres         | México         | 2016      |
| Real Salt Lake | Estados Unidos | 2017-2018 |
| FC Honka       | Finlandia      | 2019-Act. |

## Palmarés

### Campeonatos nacionales
| Título                   | Club        | País           | Año  |
| ------------------------ | ----------- | -------------- | ---- |
| Campeonato Canadiense    | Toronto     | Canadá         | 2012 |
| Lamar Hunt U.S. Open Cup | D.C. United | Estados Unidos | 2013 |
| Campeón de Campeones     | Tigres      | México         | 2016 |
| Torneo Apertura          | Tigres      | México         | 2016 |